# Regne del Tibet
El Regne del Tibet forma part de la història d'aquesta nació que va promoure un estat independent de facto entre el col·lapse de la dinastia Qing el 1912 i l'annexió del Tibet per la República Popular de la Xina el 1951.
El règim tibetà de Ganden Phodrang va ser un protectorat de la dinastia Qing fins a 1912. Quan el govern provisional de la República de la Xina va substituir la dinastia Qing com a govern de la Xina, va signar un tractat amb el govern de Qing, heretant tots els territoris del govern imperial a la nova república. Amb tot, no va poder afirmar cap autoritat al Tibet. El Dalai Lama va declarar que la relació del Tibet amb la Xina va acabar amb la caiguda de la dinastia Qing i va proclamar la independència. El Tibet i Mongòlia també van signar el Tractat d'amistat i aliança entre el govern de Mongòlia i el Tibet proclamava el reconeixement mutu de la seva independència de la Xina.Amb la seva proclamació de la independència i la direcció dels seus propis afers interns i externs en aquest període, el Tibet és considerat com un " estat independent de facto " segons el dret internacional, encara que la seva independència no va ser reconeguda formalment per cap potència occidental.
El 1931 i de nou el 1946, el govern tibetà va enviar emissaris a l'Assemblea Nacional Xina per discutir l'estatus del Tibet, però van tornar amb les mans buides.
Després de la mort del 13è Dalai Lama el 1933, una missió de condol enviada a Lhasa pel govern nacionalista de Guomindang per iniciar negociacions sobre l'estatus del Tibet va poder obrir una oficina i romandre-hi, tot i que no es va arribar a cap acord.
La monarquia tibetana va acabar després que el govern nacionalista del KMT de la República de la Xina perdés la Guerra Civil contra el Partit Comunista. Quan l'Exèrcit Popular d'Alliberament va entrar al Tibet el 1950, i es va signar l'Acord de disset punts amb els xinesos, es reafirmaria la sobirania de la Xina sobre el Tibet l'any següent.

## Història

### Caiguda de la dinastia Qing (1911-1912)

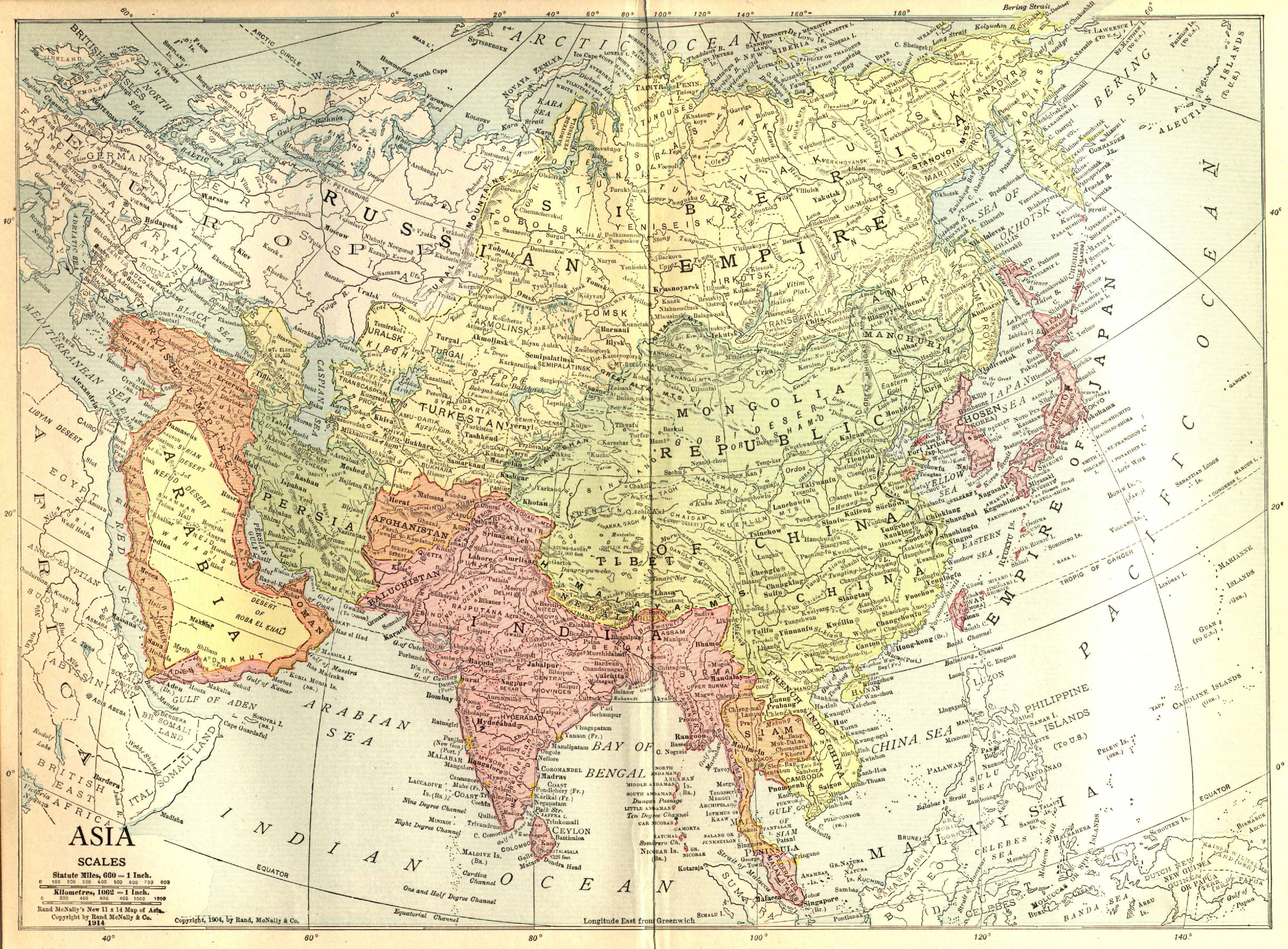
Un mapa de l'Àsia oriental el 1914 publicat per Rand McNally, que mostra el Tibet com a regió autònoma de la República de la Xina

El Tibet va passar a formar part del domini de la dinastia Qing de la Xina el 1720, després que els Qing forgessin l'expedició xinesa al Tibet sobre les forces del Khanat Jungària. Però a finals del segle xix, l'autoritat xinesa al Tibet no era més que simbòlica. Després de la revolució de Xinhai de 1911 a 1912, la milícia tibetana va llançar un atac sorpresa contra la guarnició Qing estacionada al Tibet després de la convulsió de Xinhai Lhasa. Després de la caiguda de la dinastia Qing el 1912, els oficials Qing a Lhasa es van veure obligats a signar l'"Acord de tres punts" per a la rendició i expulsió de les forces Qing al Tibet central. A principis de 1912, el govern de Beiyang va substituir la dinastia Qing com el govern de la Xina. La nova república va afirmar la seva sobirania sobre tots els territoris de la dinastia anterior, que incloïa 22 províncies xineses, el Tibet i la Mongòlia Exterior. Aquesta afirmació estava prevista a l'Edicte Imperial de l'abdicació de l'emperador Qing signat per l'emperadriu vídua Longyu en nom de l'emperador Xuantong de sis anys: "...la contínua integritat territorial de les terres de les cinc races, manxú, han, mongol, hui i tibetà en una gran República de la Xina" (.. 仍合滿、漢、蒙、回、藏五族完全領土，為一大中華民國). La Constitució Provisional de la República de la Xina aprovada el 1912 va establir específicament les regions frontereres de la nova república, inclòs el Tibet, com a parts integrants de l'estat.
Després de l'establiment de la nova República, el president provisional de la Xina Yuan Shikai va enviar un telegrama al 13è Dalai Lama, restaurant els seus títols anteriors. El Dalai Lama va rebutjar aquests títols, i va respondre que "tenia la intenció d'exercir tant el domini temporal com eclesiàstic al Tibet". El 1913, el Dalai Lama, que havia fugit a l'Índia quan els Qing van enviar una expedició militar per establir el domini xinès directe sobre el Tibet el 1910, va tornar a Lhasa, i va emetre una proclama que afirmava que la relació entre els xinesos emperador i el Tibet "havien estat el de patró i sacerdot i no s'havien basat en la subordinació de l'un a l'altre". "Som una nació petita, religiosa i independent", deia la proclamació.
El gener de 1913, Agvan Dorzhiev i tres representants tibetans més signar un tractat entre el Tibet i Mongòlia a Urga, proclamant el reconeixement mutu i la seva independència de la Xina. El diplomàtic britànic Charles Bell va escriure que el 13è Dalai Lama li va dir que no havia autoritzat Agvan Dorzhiev a concloure cap tractat en nom del Tibet. Com que el text no es va publicar, alguns van dubtar inicialment de l'existència del tractat, però el text mongol va ser publicat per l'Acadèmia de Ciències de Mongolia el 1982.

### Convenció de Simla (1914)
Entre 1913 i 1914, es va celebrar una conferència a Simla entre el Regne Unit, el Tibet i la República de la Xina. Els britànics van suggerir dividir les zones habitades pels tibetans en un Tibet exterior i un Tibet interior (sobre el model d'un acord anterior entre la Xina i Rússia sobre Mongòlia). El Tibet exterior, aproximadament la mateixa àrea que la moderna Regió Autònoma del Tibet, seria autònom sota la sobirania xinesa. En aquest àmbit, la Xina s'abstindria de "interferències en l'administració". Al Tibet Interior, format per l'est de Kham i Amdo, Lhasa només conservaria el control dels assumptes religiosos. Des de 1908 fins a 1918 hi va haver una guarnició xinesa a Kham i els prínceps locals estaven subordinats al seu comandant
Quan es van trencar les negociacions sobre el límit específic entre el Tibet interior i exterior, el negociador en cap britànic Henry McMahon va dibuixar el que s'ha conegut com la línia McMahon per delimitar la frontera entre el Tibet i l'Índia, que equival a l'annexió britànica de 9.000 km² de territori tradicional tibetà. al sud del Tibet, concretament el districte de Tawang, que correspon a l'extrem nord-oest de l'estat indi modern d'Arunachal Pradesh, alhora que reconeixia la sobirania xinesa sobre el Tibet i afirmava l'estatus d'aquest últim com a part del territori xinès, amb una promesa del govern de la Xina que el Tibet no es convertiria en una província xinesa.
Els governs xinesos posteriors van afirmar que aquesta línia McMahon va transferir il·legítimament una gran quantitat de territori a l'Índia. El territori en disputa s'anomena Arunachal Pradesh per l'Índia i el Tibet del Sud per la Xina. Els britànics ja havien conclòs acords amb líders tribals locals i van establir el Northeast Frontier Tract per administrar la zona el 1912.
La Convenció de Simla va ser rubricada per les tres delegacions, però va ser rebutjada immediatament per Pequín a causa de la insatisfacció amb la manera com es va traçar el límit entre el Tibet Exterior i el Tibet Interior. McMahon i els tibetans van signar llavors el document com a acord bilateral amb una nota adjunta que negà a la Xina qualsevol dels drets que especificava tret que signés. El govern britànic de l'Índia va rebutjar inicialment l'acord bilateral de McMahon com a incompatible amb la Convenció anglo-rusa de 1907.
La línia McMahon va ser considerada pels britànics i més tard pel govern independent indi com la frontera. Tanmateix, l'opinió xinesa des d'aleshores ha estat que donat que la Xina, que reclamava la sobirania sobre el Tibet, no va signar el tractat, el tractat no tenia sentit i l'annexió i el control de parts d'Arunachal Pradesh per part de l'Índia és il·legal. Aquest fet va obrir més tard el camí a la guerra sino-índia de 1962 i la disputa fronterera entre la Xina i l'Índia que persisteix avui en dia.
El 1938, els britànics van publicar finalment la Convenció de Simla com a acord bilateral, i van exigir que el monestir de Tawang, situat al sud de la línia McMahon, deixés de pagar impostos a Lhasa. Hsiao-ting Lin afirma que un volum de A Collection of Treaties de CU Aitchison, publicat originalment amb una nota que afirmava que no s'havia arribat a cap acord vinculant a Simla, va ser retirat de les biblioteques, i va ser substituït per un nou volum que té una data de publicació falsa de 1929, que inclou Simla juntament amb una nota de l'editor que afirma que el Tibet i la Gran Bretanya, però no la Xina, van acceptar l'acord com a vinculant.
El Tractat anglorus de 1907, que abans havia fet que els britànics qüestionessin la validesa de Simla, els russos havien renunciat el 1917 i els russos i els britànics conjuntament el 1921. El Tibet, però, va modificar la seva posició a la línia McMahon a la dècada de 1940. A finals de 1947, el govern tibetà va escriure una nota presentada al recentment independent Ministeri d'Afers Exteriors de l'Índia reclamant els districtes tibetans al sud de la línia McMahon. A més, en negar-se a signar els documents de Simla, el govern xinès s'havia escapat d'acord amb qualsevol reconeixement a la validesa de la línia McMahon.

### Després de la mort del 13è Dalai Lama el 1933

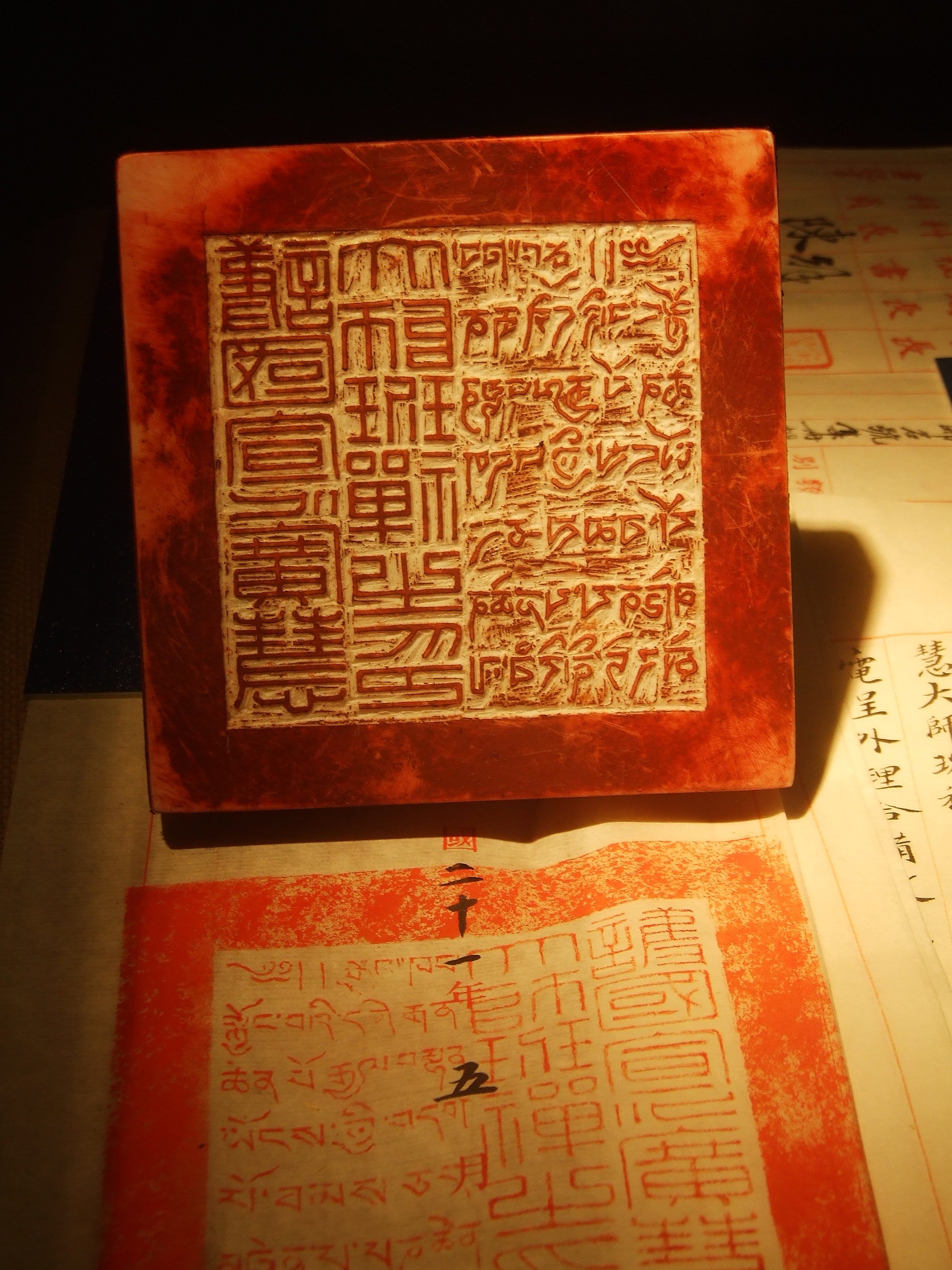
Un segell atorgat pel govern de la República de la Xina al Panchen Lama, on es pot llegir "Segell of the Panchen Lama, the National Guardian of Vast Wisdom (Chinese)"

Des de l'expulsió de l'Amban del Tibet el 1912, la comunicació entre el Tibet i la Xina només s'havia fet amb els britànics com a mediadors. Les comunicacions directes es van reprendre després de la mort del 13è Dalai Lama el desembre de 1933, quan la Xina va enviar una "missió de condol" a Lhasa encapçalada pel general Huang Musong.
Poc després de la mort del 13è Dalai Lama, segons alguns relats, el Kashag (consell de govern tibetà) va reafirmar la seva posició de 1914 que el Tibet continuava sent nominalment part de la Xina, sempre que el Tibet pogués gestionar els seus propis afers polítics. En el seu assaig Hidden Tibet: History of Independence and Occupation publicat per la Biblioteca del Arxiu i Periòdics del Tibet a Dharamsala, SL Kuzmin va citar diverses fonts que indicaven que el govern tibetà no havia declarat el Tibet part de la Xina, malgrat una insinuació de la sobirania xinesa feta pel govern del Kuomintang. Des de 1912, el Tibet havia estat de facto independent del control xinès, però en altres ocasions havia indicat la voluntat d'acceptar l'estatus de subordinat nominal com a part de la Xina, sempre que els sistemes interns tibetans no es toquessin i que la Xina renunciés al control d'una sèrie d'importants zones ètniques tibetanes a Kham i Amdo. En suport de les afirmacions que el govern de la Xina sobre el Tibet no es va interrompre, la Xina argumenta que els documents oficials mostraven que l'Assemblea Nacional de la Xina i les dues cambres del parlament tenien membres tibetans, els noms dels quals s'havien conservat tot el temps.
Aleshores, a la Xina se li va permetre establir una oficina a Lhasa, amb personal de la Comissió d'Afers de Mongòlia i Tibet i encapçalada per Wu Zhongxin (Wu Chung-hsin), el director d'Afers tibetans de la comissió, que fonts xineses afirmen que era un òrgan administratiu.Els tibetans afirmen que van rebutjar la proposta de la Xina sobre què el Tibet fos una part de la Xina i, al seu torn, van exigir el retorn dels territoris a l'est del Drchu (riu Yangtze). En resposta a l'establiment d'una oficina xinesa a Lhasa, els britànics van obtenir un permís similar i hi van establir la seva pròpia oficina.
La rebel·lió de Khamba de 1934 liderada per Pandastang Togbye i Pandatsang Rapga va esclatar contra el govern tibetà durant aquest temps, amb la família Pandatsang liderant els membres de la tribu Khamba contra l'exèrcit tibetà.

### 1930 a 1949

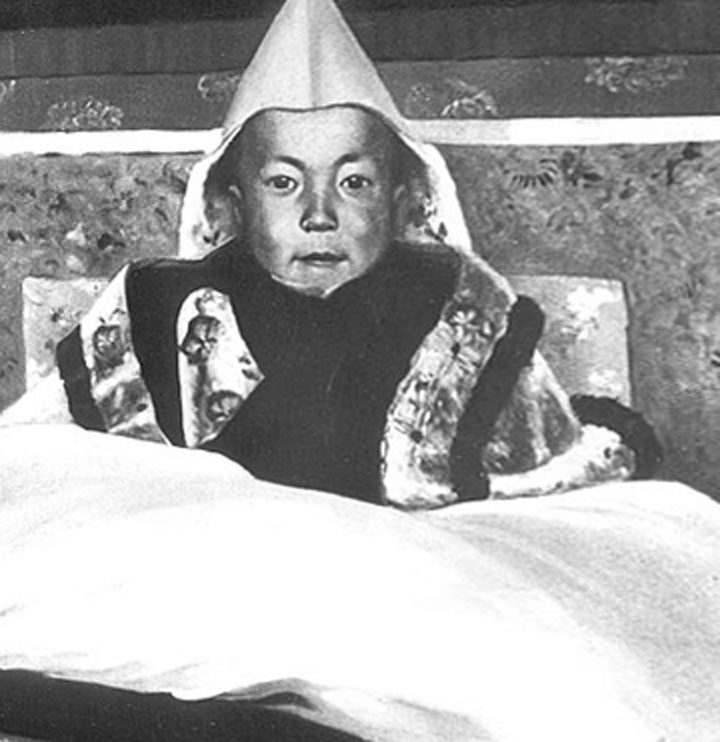
El 14è Dalai Lama de petit.

L'any 1935, Lhamo Dhondup va néixer a Amdo, a l'est del Tibet, i va ser reconegut per tots els interessats com l'encarnació del 13è Dalai Lama. El 26 de gener de 1940, el regent Reting Rinpoche va demanar al govern central que eximís Lhamo Dhondup del procés de sorteig mitjançant l'urna daurada per convertir-se en el 14è Dalai Lama. La petició va ser aprovada pel Govern central. Després que Lhasa hagués pagat un rescat de 400.000 dracs de plata, contràriament als desitjos del govern xinès, al senyor de la guerra musulmà Hui Ma Bufang, que governava Qinghai (Chinghai) des de Xining, Ma Bufang el va alliberar per viatjar a Lhasa el 1939. Aleshores va ser entronitzat pel govern de Ganden Phodrang al Palau de Potala l'Any Nou tibetà.

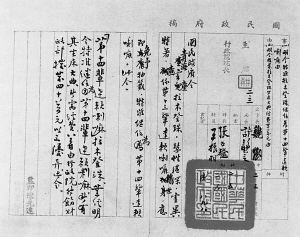
El "certificat d'aprovació" de l'adhesió del 14è Dalai Lama va ser emès pel govern de la República de la Xina l'1 de gener de 1940

La República Popular de la Xina afirma que el govern del Guomindang va "ratificar" l'actual 14è Dalai Lama, i que el representant del Kuomintang, el general Wu Zhongxin, va presidir la cerimònia. Tant l'ordre de ratificació de febrer de 1940 com la pel·lícula documental de la cerimònia encara existeixen intactes. Segons Tsering Shakya, Wu Zhongxin (juntament amb altres representants estrangers) va estar present a la cerimònia, però no hi ha proves que la presidís. El representant britànic Basil Gould que va estar present a la cerimònia va donar testimoni de la falsedat de l'afirmació xinesa d'haver-la presidit. Va criticar el compte xinès de la següent manera:
| « | L'informe es va publicar a la premsa xinesa que el senyor Wu havia escortat el Dalai Lama al seu tron i va anunciar la seva instal·lació, que el Dalai Lama li havia tornat les gràcies i es va postrar en mostra de la seva gratitud. Totes aquestes afirmacions xineses eren falses. El senyor Wu era només un espectador passiu. No va fer més que presentar una bufanda cerimonial, com van fer els altres, inclòs el representant britànic. Però els xinesos tenen l'oïda del món i més tard poden fer referència als seus registres de premsa i presentar un relat dels esdeveniments històrics que és totalment fals. El Tibet no té diaris, ni en anglès ni en tibetà i, per tant, no té cap mitjà per exposar aquestes falsedats. | » |

L'autor tibetà Nyima Gyaincain va escriure que, basant-se en la tradició tibetana, no existia com a presidir un esdeveniment, i va escriure que la paraula "主持 (presidir o organitzar)" s'utilitzava en molts llocs en els documents de comunicació. El significat de la paraula era diferent del que entenem avui. Va afegir que Wu Zhongxin va dedicar molt de temps i energia a l'esdeveniment, i el seu esforç a presidir i organitzar-lo va ser molt evident.
El 1942, el govern dels EUA va dir al govern de Chiang Kai-shek que mai havia disputat les reclamacions xineses al Tibet. El 1944, el Departament de Guerra dels EUA va produir una sèrie de set pel·lícules documentals sobre Why We Fight ; a la sisena sèrie, La batalla de la Xina, el Tibet s'anomena incorrectament província de la Xina. (El nom oficial és Àrea del Tibet, i no és una província.) L'any 1944, durant la Segona Guerra Mundial, dos alpinistes austríacs, Heinrich Harrer i Peter Aufschnaiter, van arribar a Lhasa, on Harrer es va convertir en tutor i amic del jove Dalai Lama, donant-li un bon coneixement de la cultura occidental i la societat moderna. fins que Harrer va optar per marxar el 1949.

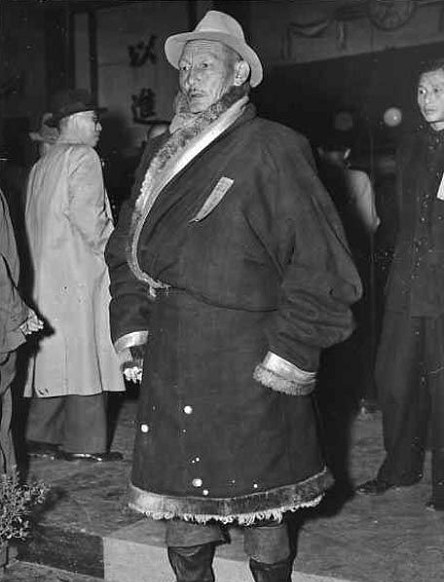
El representant tibetà que va assistir a l' Assemblea Constitucional xinesa.

El Tibet va establir un Ministeri d'Afers Exteriors el 1942 i el 1946 va enviar missions de felicitació a la Xina i l'Índia (relacionades amb el final de la Segona Guerra Mundial). La missió a la Xina va rebre una carta adreçada al president xinès Chiang Kai-shek que afirmava que "Continuarem mantenint la independència del Tibet com a nació governada pels successius Dalai Lamas mitjançant un autèntic govern polític-religiós". La missió va acceptar assistir a una assemblea constitucional xinesa a Nanjing com a observadors.
Sota les ordres del govern del Kuomintang de Chiang Kai-shek, Ma Bufang va reparar l'aeroport de Yushu el 1942 per dissuadir la independència tibetà. Chiang també va ordenar a Ma Bufang que posava en alerta els seus soldats musulmans per a una invasió del Tibet el 1942. Ma Bufang va complir i va traslladar diversos milers de tropes a la frontera amb el Tibet. Chiang també va amenaçar els tibetans amb bombardeigs si no complien.
El 1947, el Tibet va enviar una delegació a la Conferència de Relacions Asiàtiques a Nova Delhi, Índia, on es va representar com a nació independent, i l'Índia la va reconèixer com a nació independent des de 1947 fins a 1954. Aquesta pot haver estat la primera aparició de la bandera nacional tibetana en una reunió pública.
André Migot, un metge francès que va viatjar durant molts mesos al Tibet el 1947, va descriure els complexos acords fronterers entre el Tibet i la Xina, i com s'havien desenvolupat:
| « | Per compensar el dany causat als seus interessos pel tractat [1906] entre Anglaterra i el Tibet, els xinesos es van dedicar a estendre cap a l'oest l'esfera del seu control directe i van començar a colonitzar el país al voltant de Batang. Els tibetans van reaccionar enèrgicament. El governador xinès va ser assassinat mentre anava a Chamdo i el seu exèrcit es va posar en fuga després d'una acció prop de Batang; diversos missioners també van ser assassinats, i les fortunes xineses estaven a un nivell baix quan un comissari especial anomenat Chao Yu-fong va aparèixer a l'escena. Actuant amb un salvatgisme que li va valer el sobrenom de "El carnisser dels monjos", va escombrar a Batang, va saquejar la lamateria, va avançar cap a Chamdo i, en una sèrie de campanyes victorioses que van portar el seu exèrcit a les portes de Lhasa, va tornar. -establir l'ordre i reafirmar la dominació xinesa sobre el Tibet. El 1909 va recomanar que Sikang es constituís en una província separada que comprengués trenta-sis subprefectures amb Batang com a capital. Aquest projecte no es va dur a terme fins més tard, i després en forma modificada, perquè la revolució xinesa de 1911 va posar fi a la carrera de Chao i poc després va ser assassinat pels seus compatriotes. Els primers anys problemàtics de la República xinesa van veure la rebel·lió de la majoria dels caps tributaris, una sèrie de batalles campals entre xinesos i tibetans i molts esdeveniments estranys en què la tragèdia, la comèdia i (per descomptat) la religió van tenir un paper important.. El 1914 la Gran Bretanya, la Xina i el Tibet es van reunir a la taula de conferències per intentar restablir la pau, però aquest conclave es va trencar després de no arribar a un acord sobre la qüestió fonamental de la frontera sino-tibetana. Això, des del 1918 aproximadament, s'ha reconegut a efectes pràctics com a seguint el curs de l'Alt Yangtze. En aquests anys els xinesos tenien massa altres preocupacions per preocupar-se de reconquerir el Tibet. Tanmateix, les coses es van calmar a poc a poc i el 1927 es va crear la província de Sikang, però només constava de vint-i-set subprefectures en comptes de les trenta-sis visualitzades per l'home que va concebre la idea. La Xina havia perdut, en el transcurs d'una dècada, tot el territori que el Carnisser havia envaït. Des d'aleshores, Sikang ha estat relativament pacífica, però aquesta breu sinopsi de la història de la província fa que sigui fàcil d'entendre com de precari serà aquest estat de coses. El control xinès era poc més que nominal; Sovint havia de tenir una experiència de primera mà de la seva ineficàcia. Per governar un territori d'aquesta mena no n'hi ha prou amb estacionar, en pobles aïllats i separats entre si per molts dies de viatge, uns quants funcionaris poc impressionants i un grapat de soldats destrossats. Els tibetans van ignorar completament l'administració xinesa i van obeir només als seus propis caps. Un fet molt senzill il·lustra el veritable estatus dels governants xinesos de Sikang: ningú a la província acceptaria la moneda xinesa i els funcionaris, incapaços de comprar res amb els seus diners, es van veure obligats a subsistir per un procés de bescanvi. Un cop estiguis fora de la Porta Nord [de Dardo o Kangting], dius adéu a la civilització xinesa i les seves comoditats i comences a portar un tipus de vida completament diferent. Encara que sobre el paper els amplis territoris al nord de la ciutat formen part de les províncies xineses de Sikang i Tsinghai, l'autèntica frontera entre la Xina i el Tibet passa per Kangting, o potser només fora d'ella. La línia empírica que els cartògrafs xinesos, més preocupats pel prestigi que per la precisió, dibuixen als seus mapes no té cap relació amb la precisió. Marxes tibetanes. | » |

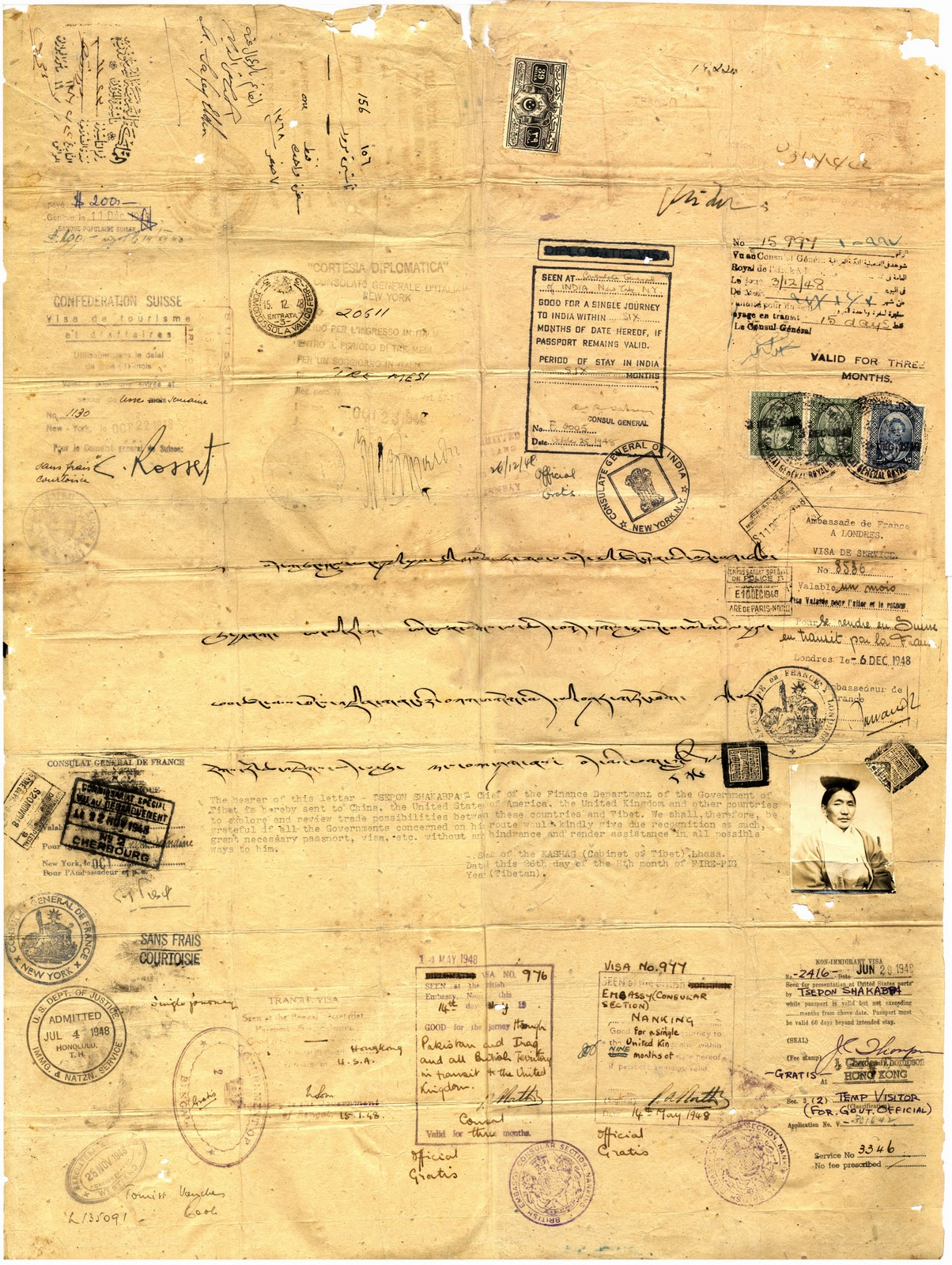
Passaport tibetà per a Shakabpa, amb visats de diversos països.

El 1947–49, Lhasa va enviar una missió comercial dirigida pel ministre de Finances Tsepon WD Shakabpa a l'Índia, la Xina, Hong Kong, els EUA i el Regne Unit. Els països visitats van tenir cura de no expressar suport a l'afirmació que el Tibet era independent de la Xina i no van discutir qüestions polítiques amb la missió. Aquests oficials de la missió comercial van entrar a la Xina a través de Hong Kong amb els seus passaports tibetans recentment emesos que van sol·licitar al consolat xinès a l'Índia i es van quedar a la Xina durant tres mesos. Altres països, però, van permetre a la missió viatjar amb passaports emesos pel govern tibetà. Els EUA van rebre extraoficialment la missió comercial. La missió es va reunir amb el primer ministre britànic, Clement Attlee a Londres el 1948.

## Annexió per la República Popular de la Xina
El 1949, en veure que els comunistes estaven guanyant el control de la Xina, el govern del Kashag va expulsar tots els funcionaris xinesos del Tibet malgrat les protestes tant del Kuomintang com dels comunistes. L'1 d'octubre de 1949, el 10è Panchen Lama va escriure un telègraf a Pequín, expressant les seves felicitacions per l'alliberament del nord-oest de la Xina i l'establiment de la República Popular de la Xina, i la seva il·lusió per veure l'inevitable alliberament del Tibet. El govern comunista xinès liderat per Mao Zedong que va arribar al poder a l'octubre va perdre poc temps en afirmar una nova presència xinesa al Tibet. El juny de 1950, el govern britànic va declarar a la Cambra dels Comuns que el govern de Sa Majestat "sempre ha estat disposat a reconèixer la sobirania xinesa sobre el Tibet, però només en el coneixement que el Tibet es considera autònom". L'octubre de 1950, l'Exèrcit Popular d'Alliberament va entrar a la zona tibetà de Chamdo, derrotant la resistència esporàdica de l'exèrcit tibetà. El 1951, representants de les autoritats tibetanes, encapçalades per Ngapoi Ngawang Jigme, amb l'autorització del Dalai Lama, van participar en les negociacions a Pequín amb el govern xinès. Va donar lloc a l'Acord de disset punts que va afirmar la sobirania de la Xina sobre el Tibet. L'acord es va ratificar a Lhasa uns mesos després. Xina va descriure tot el procés com "l'alliberament pacífic del Tibet".

### Govern

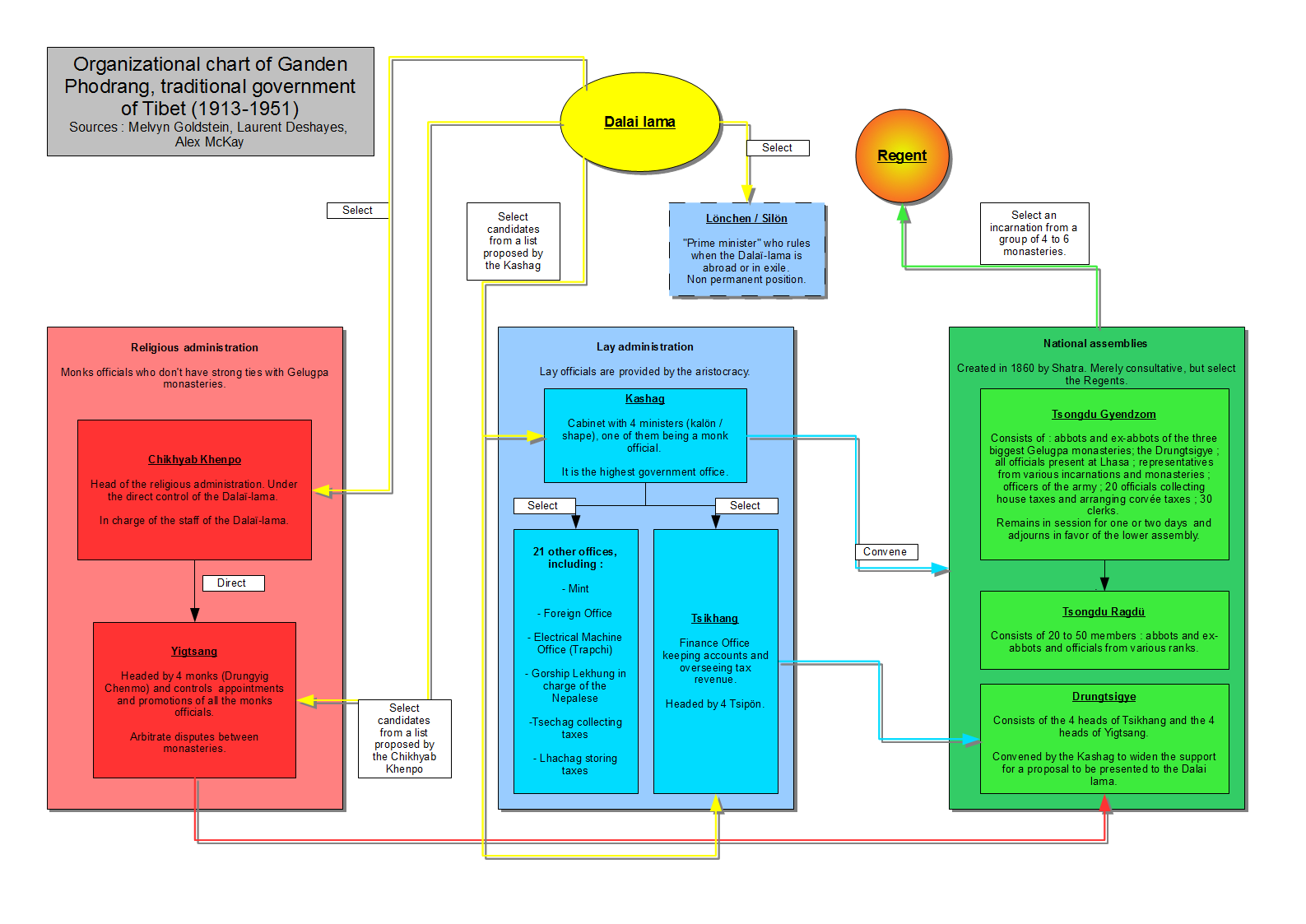
Organigrama de Ganden Phodrang

## Política

### Exèrcit

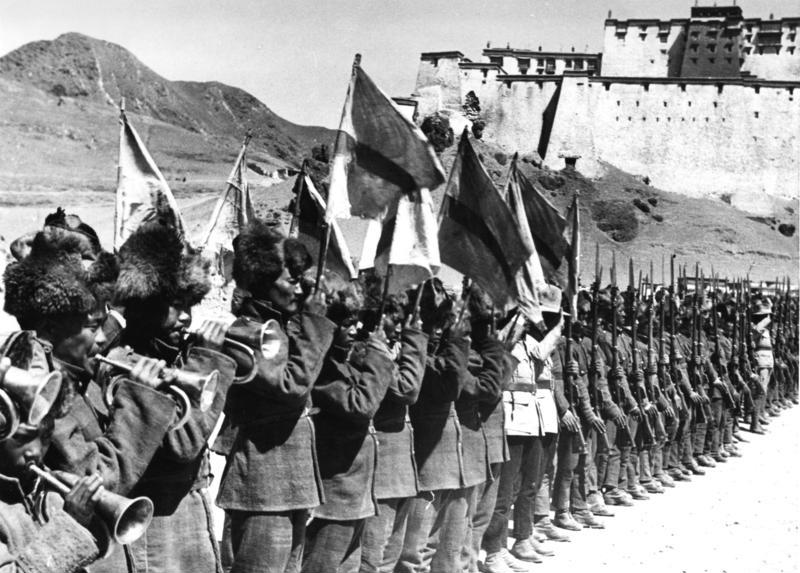
L'exèrcit tibetà desfilava el 1938

Després que el 13è Dalai Lama hagués assumit el control total del Tibet a la dècada de 1910, va començar a construir l'exèrcit tibetà amb el suport del Regne Unit, que li proporcionava assessors i armes. Se suposava que aquest exèrcit era prou gran i modern per no només defensar el Tibet, sinó també per conquerir regions circumdants com Kham, habitades per pobles tibetans. L'exèrcit tibetà es va expandir constantment durant el regnat del 13è Dalai Lama, i tenia uns 10.000 soldats el 1936. Aquests eren soldats d'infanteria adequadament armats i entrenats per a l'època, tot i que l'exèrcit gairebé no tenia metralladores, artilleria, avions i tancs. A més de l'exèrcit regular, el Tibet també va fer ús d'un gran nombre de milícies de pobles mal armades. Tenint en compte que els seus oponents normalment els van superar en armes, l'exèrcit tibetà va actuar relativament bé contra diversos senyors de la guerra xinesos als anys vint i trenta. En general, els soldats tibetans van demostrar ser "lluitadors sense por i durs" durant l'era dels senyors de la guerra.
Malgrat això, l'exèrcit tibetà va ser totalment inadequat per resistir l'Exèrcit Popular d'Alliberament (EPA) durant la invasió xinesa de 1950. En conseqüència, es va desintegrar i es va rendir sense gaire resistència.

## Servei de Correus

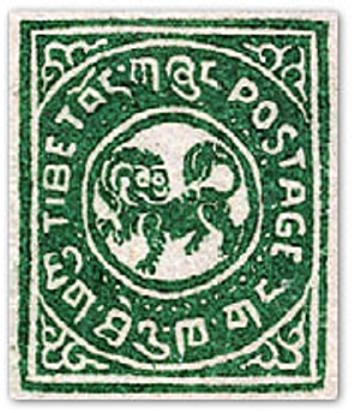
Segell de lleó de neu emès l'any 1912
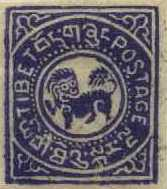
Segell de lleó de neu emès l'any 1912
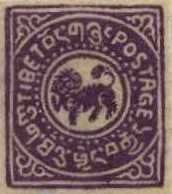
Segell de lleó de neu emès l'any 1912
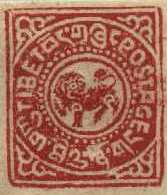
Segell de lleó de neu emès l'any 1912
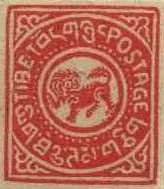
Segell de lleó de neu emès l'any 1912
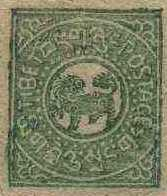
Segell de lleó de neu emès l'any 1912
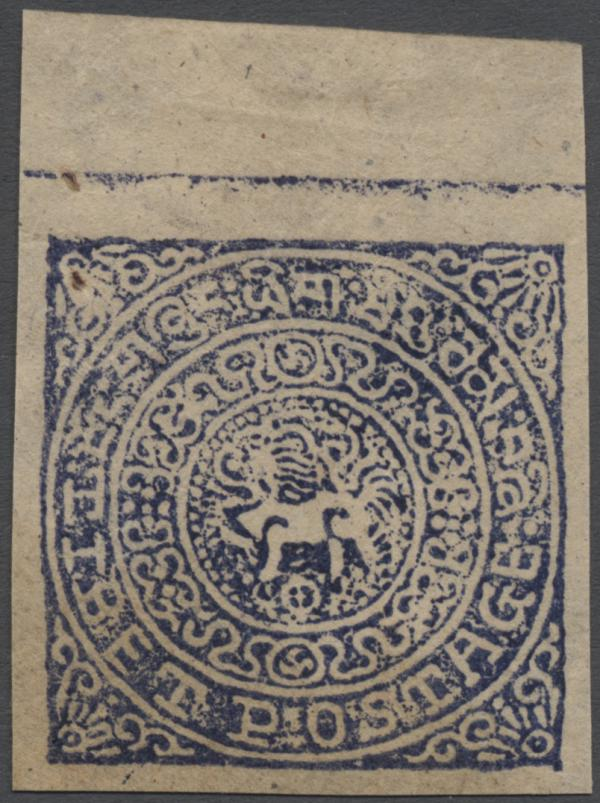
Segell de lleó de neu emès l'any 1920
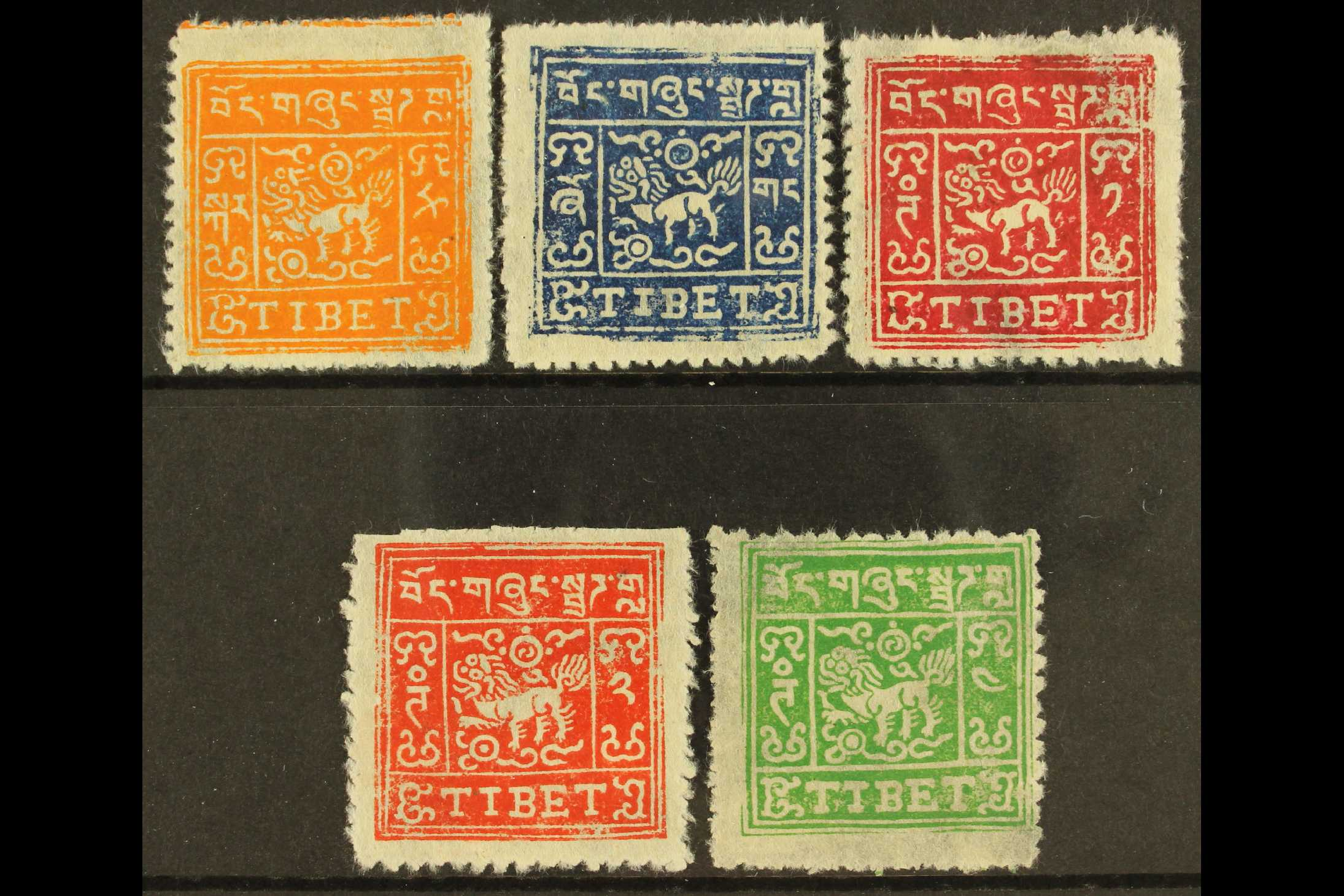
Segells de lleó de neu emesos l'any 1933

El Tibet va crear el seu propi servei postal el 1912. Va imprimir els seus primers segells de correus a Lhasa amb el simbol del lleó de neu, simbol del Dalai Lama, i els va emetre el 1912. Va emetre segells de telègraf l'any 1950

## Relacions exteriors

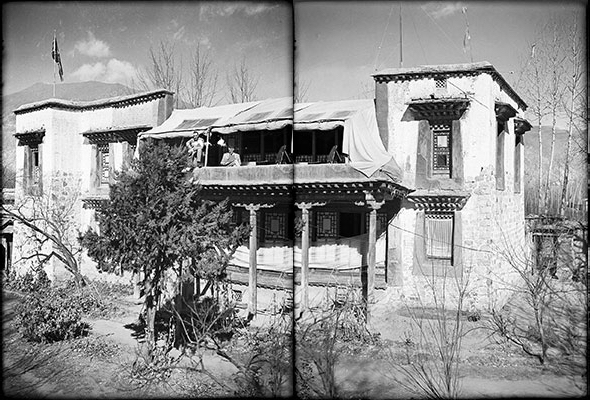
Residence of the British Mission in Lhasa

La divisió de la Xina en caps militars va mantenir la Xina dividida, la qual cosa va permetre al 13è Dalai Lama va governar. Però el seu regnat va estar marcat per conflictes fronterers amb els senyors de la guerra xinesos Han i musulmans, amb els quals els tibetans van invertir la major part del temps.
En aquell moment el govern del Tibet controlava tot Ü-Tsang (Dbus-gtsang) i Kham occidental (Khams), aproximadament coincidint amb les fronteres de la Regió Autònoma del Tibet actual. El Kham oriental, separat pel riu Yangtze, estava sota el control del senyor de la guerra xinès Liu Wenhui. La situació a Amdo (Qinghai) era més complicada, amb la zona de Xining controlada després de 1928 pel senyor de la guerra hui Ma Bufang de la família de senyors de la guerra musulmans coneguts com la camarilla Ma, que s'esforçava constantment per exercir el control sobre la resta d'Amdo (Qinghai). El sud de Kham, juntament amb altres parts de Yunnan, va pertànyer a la camarilla de Yunnan des de 1915 fins a 1927. Mes endavant al governador i senyor de la guerra Long (Lung) Yun, fins a prop del final de la guerra civil xinesa, quan Du Yuming el va eliminar sota l'ordre de Chiang Kai- shek. Dins del territori sota control xinès, s'estava lliurant la guerra contra els rebels tibetans a Qinghai durant la pacificació del Kuomintang de Qinghai.
El 1918 Lhasa va recuperar el control de Chamdo i Kham occidental. Una treva va establir la frontera al Iang-Tsé. En aquest moment, el govern del Tibet controlava tot Ü-Tsang i Kham a l'oest del riu Iang-Tsé, aproximadament les mateixes fronteres que té avui la Regió Autònoma del Tibet. El Kham oriental estava governat per prínceps tibetans locals de diferents lleialtats. Qinghai estava controlat per l'ètnia hui i el senyor de la guerra pro-Kuomintang Ma Bufang. El 1932 el Tibet va envair Qinghai, intentant capturar les parts del sud de la província de Qinghai, després d'una disputa a Yushu, Qinghai, per un monestir el 1932. L'exèrcit de Qinghai de Ma Bufang va derrotar els exèrcits tibetans.
Durant les dècades de 1920 i 1930 la Xina va estar dividida per la Guerra Civil xinesa i ocupada per la Segona Guerra sino-japonesa, però mai va renunciar a la seva pretensió de sobirania sobre el Tibet, i va fer intents ocasionals d'afirmar-la.
L'any 1932 els exèrcits musulmans de Qinghai i Han-xinès Sichuan de l'Exèrcit Nacional Revolucionari, liderats per Ma Bufang i Liu Wenhui, van derrotar l'exèrcit tibetà a la guerra sino-tibetana quan el 13è Dalai Lama va intentar apoderar-se del territori a Qinghai i Xikang. Van advertir als tibetans que no gosessin tornar a travessar el riu Jinsha. Es va signar una treva que va posar fi a la lluita. El Dalai Lama havia telegrafiat els britànics a l'Índia per demanar ajuda quan els seus exèrcits van ser derrotats, i va començar a degradar els seus generals que s'havien rendit.

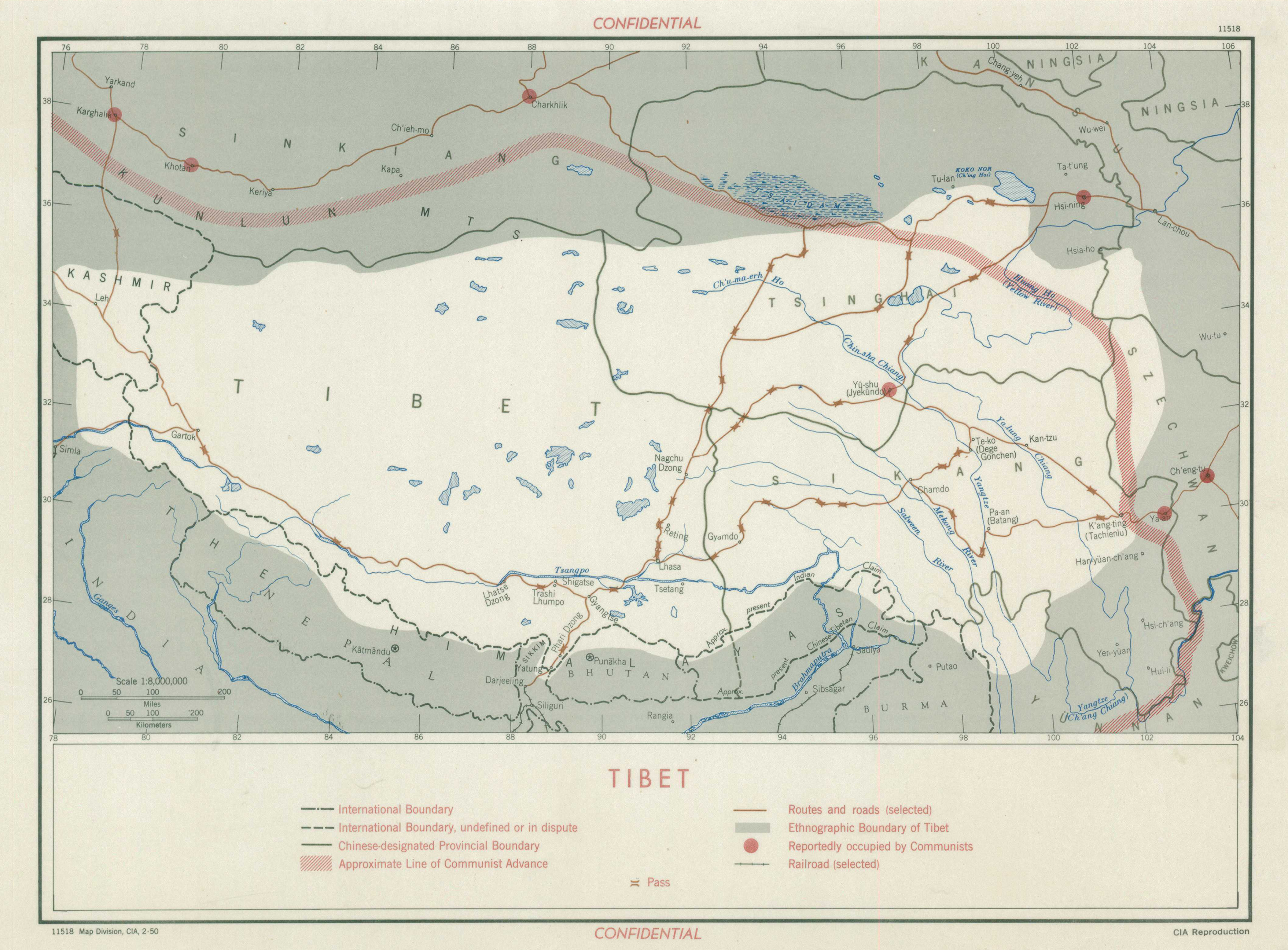
Extensió territorial del Tibet i línia aproximada d'avanç del Partit Comunista Xinès al febrer de 1950

El 1936, després que Sheng Shicai expulsés 30.000 kazakhs de Xinjiang a Qinghai, Hui liderat pel general Ma Bufang va massacrar els seus companys kazaks musulmans, fins que en van quedar 135.
Des del nord de Xinjiang, més de 7.000 kazakh van fugir a la regió de l'altiplà tibetà-Qinghai a través de Gansu i estaven causant estralls massius, de manera que Ma Bufang va resoldre el problema relegant els kazaks a les pastures designades a Qinghai. Però els hui, els tibetans i els kazaks a la regió van continuar enfrontant-se. uns contra els altres.
Els tibetans van atacar i lluitar contra els kazaks quan van entrar al Tibet per Gansu i Qinghai. Al nord del Tibet, els kazakhs es van enfrontar amb els soldats tibetans i després els kazakhs van ser enviats a Ladakh. Les tropes tibetanes van robar i van matar kazakhs a 400 milles a l'est de Lhasa a Chamdo quan els kazakhs estaven entrant al Tibet. El 1934, 1935, 1936–1938 de Qumil Eliqsan va portar els kazaks Kerey a emigrar a Gansu i la quantitat es va estimar en 18.000, i van entrar a Gansu i Qinghai.
El 1951, l'uigur Yulbars Khan va ser atacat per les tropes tibetanes mentre fugia de Xinjiang per arribar a Calcuta.
L'agent anticomunista nord-americà de la CIA Douglas Mackiernan va ser assassinat per les tropes tibetanes el 29 d'abril de 1950.

## Economia

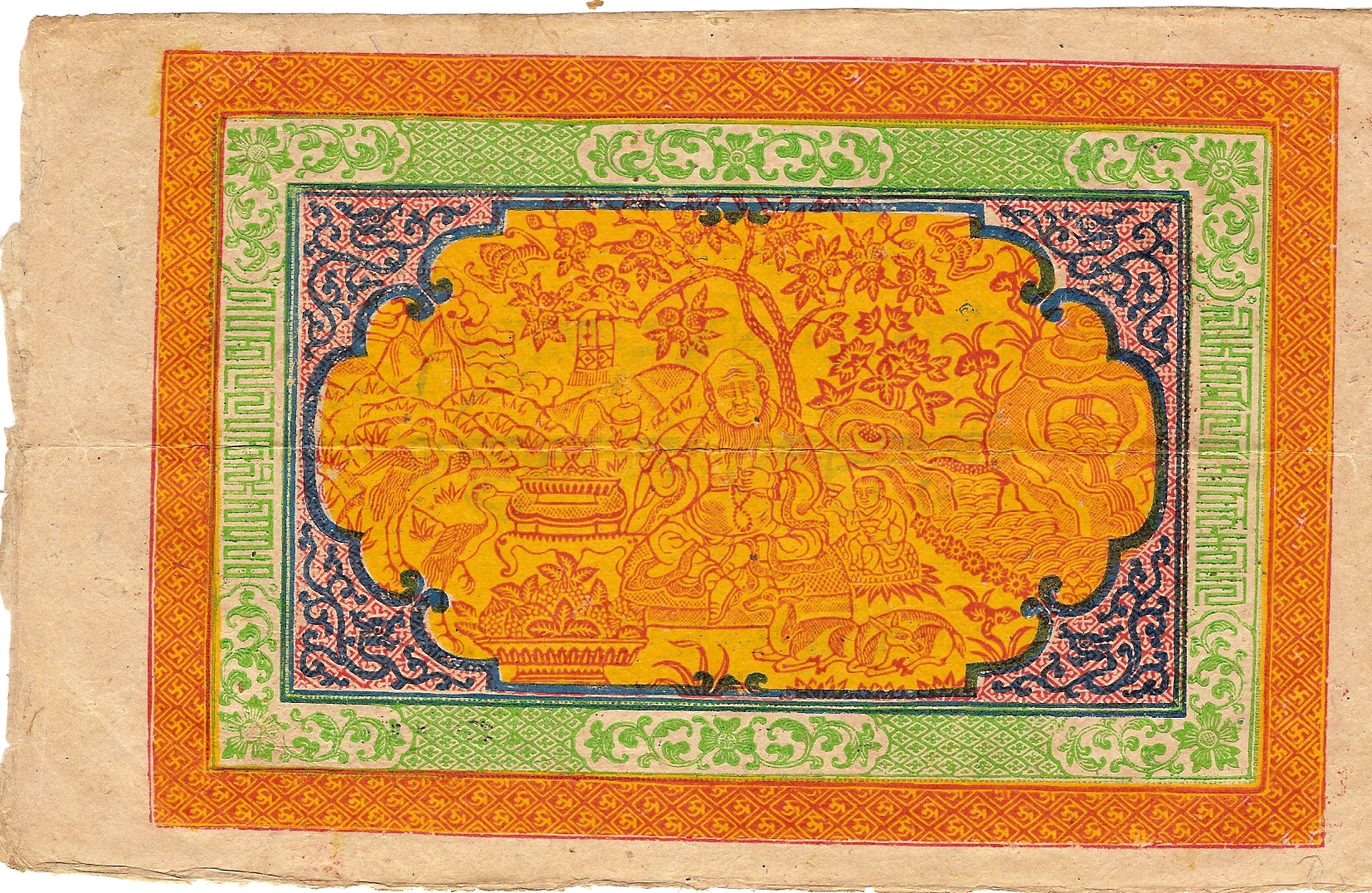
100 tam Srang tibetans (esquena)

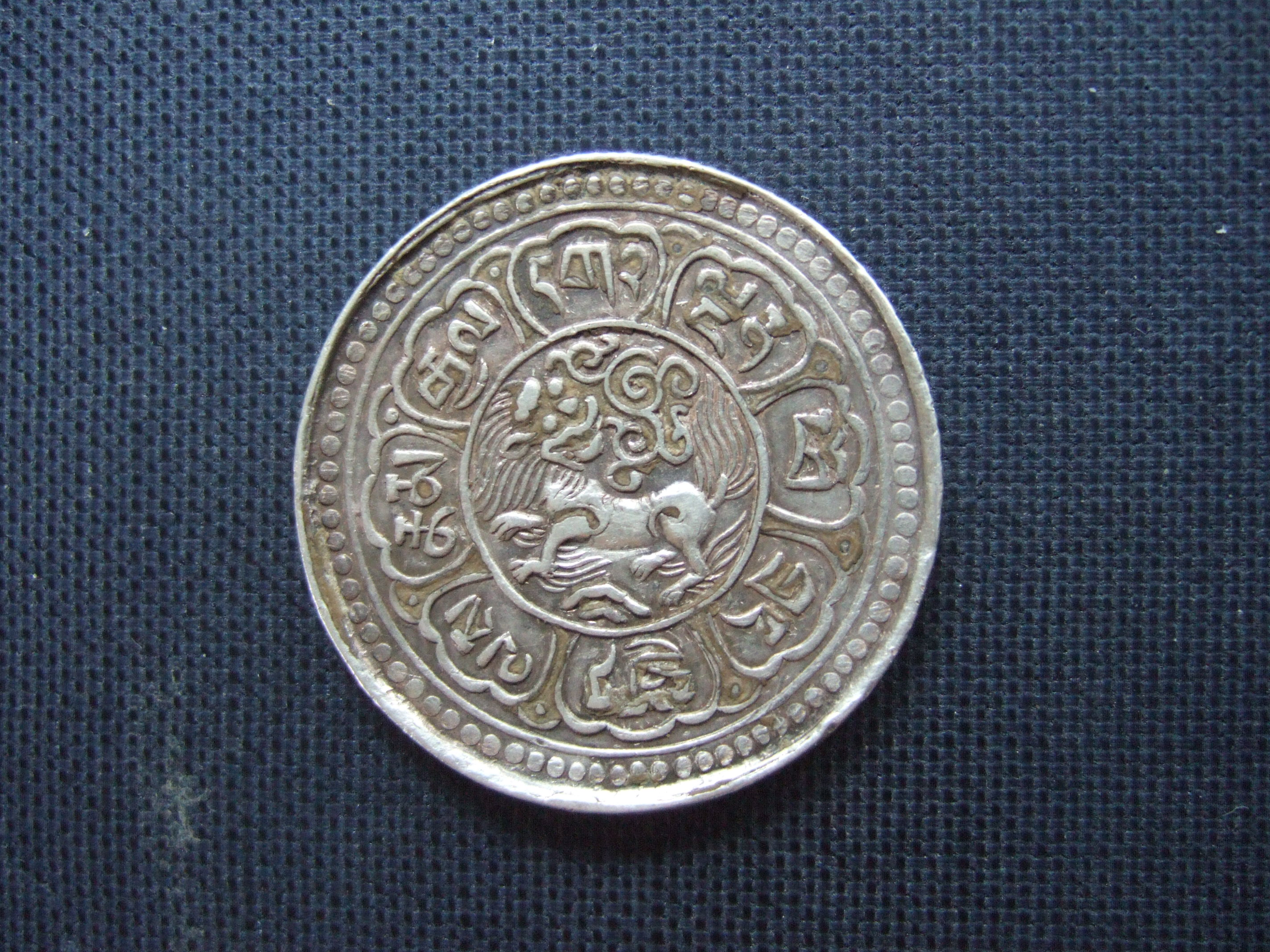
Moneda de plata tibetana 1 Srang, emesa l'any 191

El govern tibetà va emetre bitllets i monedes: Tangka tibetana. Es subdividia en 15 skar o 1+1⁄2 sho i, a partir de 1909, circulava al costat del srang, per valor de 10 sho.
Cal tenir en compte que el Tibet va començar a tenir moneda des de l'antiguitat. El bescanvi era comú, l'or era un mitjà d'intercanvi i els diners closques i les perles de pedra s'utilitzaven per a compres molt petites. També es feien servir de tant en tant algunes monedes d'altres països.
Les monedes es van utilitzar per primera vegada d'una manera més extensa al segle XVII: eren monedes de plata subministrades pel Nepal. No obstant això, hi va haver diverses dificultats amb aquest sistema. El 1763-64 i el 1785 es van encunyar les primeres monedes de plata al Tibet. El 1792 es van crear les primeres monedes de plata produïdes en massa sota l'autoritat conjunta sino-tibetana local. Les monedes que només portaven inscripcions tibetanes van ser substituïdes posteriorment per emissions que tenien llegendes xineses i tibetanes ins el 1830. El 1840, sota l'autoritat tibetana es va encunyar un tipus purament tibetà, i aquesta encunyació es va continuar fent fins al 1954, amb només dues interrupcions curtes quan es van emetre monedes sino-tibetanes.
L'any 1910, el govern tibetà va començar a produir una àmplia gamma de monedes de coure i plata de diferents denominacions, i entre 1918 i 1921 es van encunyar monedes d'or. Els bitllets tibetans es van emetre per primera vegada l'any 1913. De 1955 a 1959 no es van crear més monedes tibetanes, tot i que encara s'estaven imprimint bitllets. El 1959 tots els diners es van substituir gradualment pel iuan renminbi (la moneda oficial de la República Popular de la Xina).

## Societat i Cultura
La societat tibetana tradicional consistia en una estructura de classe feudal, que va ser una de les raons per les quals el Partit Comunista Xinès afirma que va haver d'alliberar el Tibet i reformar el seu govern.

El professor d'estudis budistes i tibetans Donald S. Lopez va afirmar que en aquell moment:
| « | El Tibet tradicional, com qualsevol societat complexa, presentava grans desigualtats, amb el poder monopolitzat per una elit composta per una petita aristocràcia, els jerarques de diverses sectes. . i els grans monestirs Geluk | » |

Aquests grups institucionals van conservar un gran poder fins al 1959.
El 13è Dalai Lama havia reformat el sistema de serfs preexistent a la primera dècada del segle xx, i el 1950, l'esclavitud en si mateixa probablement havia deixat d'existir al Tibet central, encara que potser persistia en determinades zones frontereres. L'esclavitud existia, per exemple, a llocs com la vall de Chumbi, encara que observadors britànics com Charles Bell l'anomenaven "lleu" i els captaires (ragyabas) eren endèmics. El sistema social prexinès, però, era força complex
Les finques (shiga), aproximadament semblants al sistema senyorial anglès, eren concedides per l'estat i eren hereditàries, encara que revocables. Com a propietats agrícoles constaven de dos tipus: terres en poder de la noblesa o institucions monàstiques (terra de domini) i terres comunals (terra de vila) en poder del govern central, encara que governades per administradors de districte. Aquestes darreres, els arrendataris normalment exercien els drets d'usdefruit hereditari a canvi de complir amb les seves obligacions corvées. Els tibetans fora de la noblesa i el sistema monàstic estaven classificats com a serfs, però n'existien de dos tipus i la seva gestió es podria comparar amb els masovers europeus. Els serfs agrícoles, o "petit fum" (düchung), estaven obligats a treballar a les finques com a obligació corvéa (ula), però tenien títols sobre les seves pròpies parcel·les, posseïen béns privats, eren lliures de moure's fora dels períodes necessaris per al seu tribut, i estaven lliures d'obligacions fiscals. Podien acumular riquesa i, en ocasions, esdevenir prestadors de les mateixes finques, i podien demandar als propietaris de la finca. Per altra banda, els serfs dels pobles (tralpa) estaven lligats als seus propietaris però només amb finalitats fiscals i corvées, com ara els drets de transport per carretera (ula), i només se'ls obligava a pagar impostos. La meitat dels serfs del poble eren serfs arrendats (mi-bog), el que significa que havien comprat la seva llibertat. Els propietaris de finques exercien amplis drets sobre els serfs adscrits, i la fugida o la vida monàstica era l'única sortida per sortir de la servitud. No obstant això, no existia cap mecanisme per restaurar els serfs fugits de les seves finques, ni cap mitjà per fer complir la servitud, tot i que el senyor de la finca tenia el dret de perseguir-los i tornar-los per la força a la terra.
Qualsevol serf que s'hagués absentat de la seva propietat durant tres anys se li atorgava automàticament l'estatus de plebeu (chi mi) o es reclassificava com a serf del govern central. Els senyors estamentals podien transferir els seus súbdits a altres senyors o camperols rics per treballar, encara que aquesta pràctica era poc comuna al Tibet. Malgrat la seva estructura rígida, el sistema mostrava una flexibilitat considerable a nivell del sòl, amb els camperols lliures de les restriccions del senyor un cop havien complert les seves obligacions de corvéa. Històricament, el descontentament o l'abús del sistema, segons Warren W. Smith, sembla haver estat rar. Tibet estava lluny de ser una meritocràcia, però els Dalai Lamas van ser reclutats entre els fills de les famílies camperoles, i els fills dels nòmades podien aixecar-se per dominar el sistema monàstic i esdevenir erudits i abats.